# James Warren (homme politique)
James Warren (28 septembre 1726 à Plymouth (Massachusetts) – 28 novembre 1808 à Plymouth) est un Patriot et homme politique américain qui fut, entre autres, président du Massachusetts Provincial Congress pendant la révolution américaine et Paymaster General de l'Armée continentale lors de la guerre d'Indépendance. Il n'avait de lien de parenté ni avec Joseph Warren, ni avec John Warren, deux autres Warren du Massachusetts qui s'illustrèrent également lors de la révolution.

## Politique et révolution
Warren est diplômé de Harvard, en 1745. En 1754, il épouse la sœur de son ami et camarade d'études, James Otis, celle qui deviendra la célèbre historienne et écrivain Mercy Otis Warren. En 1765, il est élu à la Chambre des représentants du Massachusetts dont il devient président, puis président du Congrès de la Province du Massachusetts (gouvernement provisoire lors de la révolution). Sa femme, Mercy, participe activement à la vie politique de son mari. Les Warrens s'investissent de plus en plus dans le conflit qui oppose les Treize colonies au gouvernement britannique. Leur demeure devient un lieu central de la politique où ils accueillent des réunions des Fils de la Liberté, parmi lesquels on compte leur ami, John Adams.

## Sources
- Carrie Rebora Barratt, John Singleton Copley in America, New York : Metropolitan Museum of Art, 1995.  (ISBN 9780870997440)
- Melissa Lukeman Bohrer, Glory, passion, and principle : the story of eight remarkable women at the core of the American Revolution, New York : Atria Books, 2003.  (ISBN 9780743453301)
- Henry Fritz-Gilbert Waters, The New England Historical and Genealogical Register, Pine Bluff, Ark : [s.n., 1901] (OCLC 5927079)
- Webster's biographical dictionary, Springfield, Mass., G & C. Merriam Co. 1972.  (ISBN 9780877791430)